# Apatxa
Apatxa (en rus: Апача) és un poble del krai de Kamtxatka, a Rússia, que el 2021 tenia 655 habitants. Pertany al districte d'Ust-Bolxeretsk.